# Guillaume Gillet (architecte)
Pour les articles homonymes, voir Guillaume Gillet et Gillet.
Guillaume Gillet est un architecte français, né le 20 novembre 1912 à Fontaine-Chaalis (Oise) et mort le 23 septembre 1987 à Paris 10e.
Grand prix de Rome, il est connu pour son architecture moderne, principalement dans le domaine de l'architecture religieuse et pénitentiaire.

## Biographie
Guillaume Gillet naît à l'abbaye de Chaalis où son père, Louis Gillet, est conservateur du musée Jacquemart-André pour l'Institut de France. Son grand-père maternel est René Doumic, académicien et ancien directeur de la Revue des deux Mondes. Sa sœur est la résistante montpelliéraine Simone Demangel. Il entre à l'École nationale supérieure des beaux-arts au sein de l'atelier d'Emmanuel Pontremoli puis d'Auguste Perret et est diplômé architecte en 1937. Il hésite un certain temps entre une carrière d'architecte et la peinture.
Mobilisé en 1939, il est prisonnier en Allemagne de 1940 à 1945. Emprisonné dans l'Oflag VI-A à Soest, réservé aux officiers, en Westphalie, il côtoie en captivité un certain nombre d'ingénieurs de l'École nationale supérieure d'arts et métiers, avec qui il travaille par la suite. Il y réalise l'aménagement intérieur et la décoration de la chapelle française en collaboration avec un autre diplômé des Beaux-Arts, René Coulon. L'Académie française leur décerne le prix Général-Muteau en 1942. Après sa libération, il est lauréat du premier grand prix de Rome en 1946, il effectue plusieurs séjours à Rome jusqu'en 1950.
Architecte en chef des bâtiments civils et palais nationaux en 1952, il monte un cabinet en partenariat avec plusieurs ingénieurs dont Bernard Laffaille et René Sarger. Il est nommé architecte conseil des villes de Paris et de Cannes, du département des Bouches-du-Rhône et de la principauté de Monaco, puis urbaniste conseil de la ville d'Antibes.
Il acquiert sa renommée dans la réalisation de bâtiments religieux et d'ouvrages d'art. Il collabore particulièrement avec le ministère de la Justice et l'administration pénitentiaire pour laquelle il réalise une dizaine de prisons en France au cours des années 1960. En 1961, il conçoit avec René Coulon un projet d'hôtel pour remplacer la gare d'Orsay.
Enseignant à l'École nationale supérieure des beaux-arts en tant que chef d'atelier de 1953 à 1971, il est élu président de l'Académie d'architecture entre 1970 et 1973 et de l'Académie des beaux-arts en 1983, où il a été élu en 1968 au fauteuil no 8.
Après sa mort, il est inhumé à sa demande, et de manière exceptionnelle, dans l'église Notre-Dame de Royan le 2 novembre 1996.
Depuis le 13 octobre 2012, une rue porte son nom à Caen.
À la suite d'une dation, l'ensemble des archives de son cabinet est conservé au Centre des archives d'architecture du XXe siècle de l'Institut français d'architecture à Paris.

## Principales réalisations

Le château d'eau de la Guérinière à Caen (1957).

L'église Notre-Dame de Royan (1958).

- 1951-1958 : abbaye Notre-Dame de Tournay.
- 1952-1954 : cité de logements HLM de l'usine Morane-Saulnier, Juillan (Hautes-Pyrénées).
- 1955-1957 : château d'eau-marché, quartier de La Guérinière (Caen), inscrit au titre des monuments historiques par arrêté du 10 août 2010[8]
- 1956-1960 : programme de grand ensemble d'habitations Les Blagis dit "Bagneux II", à Bagneux (Hauts-de-Seine), quartier des Tertres-Cuverons, Coquarts et Brugnaults, en collaboration avec André Gomis, Vladimir Bodiansky et Jean Peccoux (1 600 logements pour le compte de la SCIC)[9]. Cet ensemble comprenait 7 tours, 10 barres, et deux longues barres dont la barre des Tertres (365 m de long, 257 logements), détruite en février 2010[10], le tout formant un éperon entourant la côte 104, le long de la ligne de rupture du plateau des Mathurins.
- 1958 : pavillon de la France, à l'Exposition Universelle de Bruxelles (détruit)
- 1958 : église Notre-Dame de Royan, classée au titre des monuments historiques par arrêté du 10 février 1988[11]
- 1958-1972 : quartier Édouard Anselle, 1 535 logements et commerces, à Roubaix
- vers 1960, réalisation d'une villa balnéaire à La Baule[12]
- 1960-1965 : urbaniste en chef de la zone à urbaniser en priorité (ZUP) no 1 de Marseille
- 1961-1975 : zone à urbaniser en priorité (ZUP) des Trois Ponts, 1 656 logements  et commerces, à Roubaix
- 1962 : chapelle de la Solitude, commune de Vieux-Condé (Nord), inscrite au titre des monuments historiques par arrêté du 5 février 2003[13]
- 1963-1967 : centre de détention de Gradignan (Gironde)
- 1964 : chapelle Sainte-Thérèse, commune de Vieux-Condé (Nord), inscrite au titre des monuments historiques par arrêté du 5 février 2003[14]
- 1966 : centre de détention de Muret (Haute-Garonne)
- 1967 : église Saint-Crépin à Soissons
- 1967-1969 : église Saint-Joseph-Travailleur, quartier Champfleury, à Avignon, inscrite au titre des monuments historiques par arrêté du 22 décembre 1993[15],[16]
- 1968 : maison d'arrêt de Fleury-Mérogis
- 1968-1970 : stations-services FINA des aires des Chères à Lyon, d'Antibes et de Morainvilliers
- 1969 : passerelle de la bourse au Havre
- 1969-1970 : agrandissement du centre de détention de Fresnes (Val-de-Marne)
- 1970 : aménagement du terre-plein de Fontvieille à Monaco
- 1970-1974 : palais des congrès de Paris et hôtel Concorde La Fayette dans le 17e arrondissement de Paris
- 1971 : urbaniste en chef de la zone d'aménagement concerté (ZAC) de La Folie-Couvrechef de Caen
- 1971-1972 : bâtiment de l'École nationale de la magistrature à Bordeaux [17].
- 1975 : aéroport de Lyon-Satolas, actuel aéroport de Lyon-Saint-Exupéry

## Distinctions
- Officier de la Légion d'honneur[18]
- Commandeur de l'ordre national du Mérite
- Croix de guerre 1939–1945[18]
- Commandeur de l'ordre des Arts et des Lettres (1966)[18],[19] ; officier en 1957
- Chevalier de l'ordre de l'Économie nationale, en qualité d' « architecte » (1963)[20]